# Natació al Campionat del Món de natació de 2013 – 200 m estils femení
Els 200 metres estils femení es van celebrar entre el 28 i 29 de juliol de 2013 al Palau Sant Jordi a Barcelona.

## Rècords
Els rècords del món abans de començar la prova:
| Rècord del món       | Ariana Kukors, Estats Units | 2:06.15 | Roma, Itàlia | 27 de juliol de 2009 |
| Rècord del campionat | Ariana Kukors, Estats Units | 2:06.15 | Roma, Itàlia | 27 de juliol de 2009 |

## Resultats
NR: Rècord nacional
WD: Retirada

### Sèries[1]
| Posició | Sèries | Carrer | Nom                       | País            | Temps   | Notes |
| ------- | ------ | ------ | ------------------------- | --------------- | ------- | ----- |
| 1       | 5      | 5      | Katinka Hosszú            | Hongria         | 2:08.45 | Q     |
| 2       | 5      | 4      | Ye Shiwen                 | R.P. de la Xina | 2:10.20 | Q     |
| 3       | 5      | 3      | Emily Seebohm             | Austràlia       | 2:11.12 | Q     |
| 4       | 3      | 6      | Elizabeth Beisel          | Estats Units    | 2:11.16 | Q     |
| 5       | 3      | 4      | Caitlin Leverenz          | Estats Units    | 2:11.54 | Q     |
| 6       | 5      | 2      | Siobhan-Marie O'Connor    | Regne Unit      | 2:11.64 | Q     |
| 7       | 4      | 4      | Alicia Coutts             | Austràlia       | 2:11.88 | Q     |
| 8       | 3      | 5      | Mireia Belmonte           | Catalunya       | 2:12.11 | Q     |
| 9       | 5      | 6      | Kanako Watanabe           | Japó            | 2:12.28 | Q     |
| 10      | 4      | 3      | Sophie Allen              | Regne Unit      | 2:12.31 | Q     |
| 10      | 4      | 5      | Zsuzsanna Jakabos         | Hongria         | 2:12.31 | Q     |
| 12      | 4      | 2      | Miho Teramura             | Japó            | 2:12.91 | Q     |
| 13      | 3      | 3      | Zhang Wenqing             | R.P. de la Xina | 2:13.40 | Q     |
| 14      | 3      | 2      | Viktoriya Andreyeva       | Rússia          | 2:13.61 | Q     |
| 15      | 4      | 7      | Erika Seltenreich-Hodgson | Canadà          | 2:13.84 | Q     |
| 16      | 4      | 6      | Beatriz Gómez Cortés      | Espanya         | 2:13.98 | Q     |
| 17      | 4      | 1      | Stina Gardell             | Suècia          | 2:14.02 |       |
| 18      | 4      | 0      | Sycerika McMahon          | Irlanda         | 2:14.38 |       |
| 19      | 5      | 0      | Sophie de Ronchi          | França          | 2:14.57 |       |
| 20      | 5      | 7      | Theresa Michalak          | Alemanya        | 2:14.73 |       |
| 21      | 3      | 7      | Lisa Zaiser               | Àustria         | 2:14.85 |       |
| 22      | 3      | 1      | Alexandra Wenk            | Alemanya        | 2:14.90 |       |
| 23      | 2      | 5      | Erica Dittmer             | Mèxic           | 2:14.93 | NR    |
| 24      | 2      | 6      | Barbora Závadová          | Txèquia         | 2:14.98 |       |
| 25      | 5      | 1      | Stefania Pirozzi          | Itàlia          | 2:14.98 |       |
| 26      | 4      | 8      | Joanna Melo               | Brasil          | 2:15.00 |       |
| 27      | 5      | 8      | Alexa Komarnycky          | Canadà          | 2:15.08 |       |
| 28      | 3      | 8      | Hanna Dzerkal             | Ucraïna         | 2:16.52 |       |
| 29      | 2      | 1      | Marlies Ross              | Sud-àfrica      | 2:16.94 |       |
| 30      | 4      | 9      | Victoria Kaminskaya       | Portugal        | 2:17.21 | NR    |
| 31      | 3      | 9      | Katarína Listopadová      | Eslovàquia      | 2:17.87 |       |
| 32      | 2      | 2      | Siow Yi Ting              | Malàisia        | 2:17.90 |       |
| 33      | 3      | 0      | Eygló Ósk Gústafsdóttir   | Islàndia        | 2:18.18 |       |
| 34      | 2      | 4      | Cheng Wan-jung            | Xina Taipei     | 2:18.47 |       |
| 35      | 5      | 9      | Ranohon Amanova           | Uzbekistan      | 2:18.60 |       |
| 36      | 2      | 7      | Zara Bailey               | Jamaica         | 2:18.88 |       |
| 37      | 2      | 3      | Tanja Kylliäinen          | Finlàndia       | 2:20.09 |       |
| 38      | 2      | 8      | Samantha Yeo              | Singapur        | 2:20.19 |       |
| 39      | 2      | 9      | McKayla Lightbourn        | Bahames         | 2:20.83 |       |
| 40      | 2      | 0      | Chan Kin Lok              | Hong Kong       | 2:22.09 |       |
| 41      | 1      | 6      | Matelita Buadromo         | Fiji            | 2:27.56 |       |
| 42      | 1      | 4      | Loreen Whitfield          | Samoa Americana | 2:28.05 |       |
| 43      | 1      | 5      | Elvira Hasanova           | Azerbaidjan     | 2:30.27 |       |
| 44      | 1      | 3      | Lianna Catherine Swan     | Pakistan        | 2:32.61 | NR    |

### Semifinals[2]

#### Semifinal 1
| Posició | Carrer | Nom                    | País            | Temps   | Notes |
| ------- | ------ | ---------------------- | --------------- | ------- | ----- |
| 1       | 4      | Ye Shiwen              | R.P. de la Xina | 2:09.12 | Q     |
| 2       | 6      | Mireia Belmonte        | Catalunya       | 2:10.66 | Q     |
| 3       | 2      | Zsuzsanna Jakabos      | Hongria         | 2:11.21 | Q     |
| 4       | 3      | Siobhan-Marie O'Connor | Regne Unit      | 2:11.33 | Q     |
| 5       | 5      | Elizabeth Beisel       | Estats Units    | 2:11.69 |       |
| 6       | 1      | Viktoriya Andreyeva    | Rússia          | 2:12.67 |       |
| 7       | 7      | Miho Teramura          | Japó            | 2:14.02 |       |
| 8       | 8      | Beatriz Gómez Cortés   | Espanya         | 2:15.11 |       |

#### Semifinal 2
| Posició | Carrer | Nom                       | País            | Temps   | Notes |
| ------- | ------ | ------------------------- | --------------- | ------- | ----- |
| 1       | 4      | Katinka Hosszú            | Hongria         | 2:08.59 | Q     |
| 2       | 6      | Alicia Coutts             | Austràlia       | 2:10.06 | Q     |
| 3       | 7      | Sophie Allen              | Regne Unit      | 2:10.23 | Q     |
| 4       | 5      | Emily Seebohm             | Austràlia       | 2:10.70 | Q, WD |
| 5       | 3      | Caitlin Leverenz          | Estats Units    | 2:11.05 | Q     |
| 6       | 1      | Zhang Wenqing             | R.P. de la Xina | 2:11.34 |       |
| 7       | 2      | Kanako Watanabe           | Japó            | 2:11.50 |       |
| 8       | 8      | Erika Seltenreich-Hodgson | Canadà          | 2:16.12 |       |

### Final[3]
| Posició | Carrer | Nom                    | País            | Temps   | Notes |
| ------- | ------ | ---------------------- | --------------- | ------- | ----- |
| 1       | 4      | Katinka Hosszú         | Hongria         | 2:07.92 |       |
| 2       | 3      | Alicia Coutts          | Austràlia       | 2:09.39 |       |
| 3       | 2      | Mireia Belmonte        | Catalunya       | 2:09.45 |       |
| 4       | 5      | Ye Shiwen              | R.P. de la Xina | 2:10.48 |       |
| 5       | 7      | Caitlin Leverenz       | Estats Units    | 2:10.73 |       |
| 6       | 1      | Zsuzsanna Jakabos      | Hongria         | 2:10.95 |       |
| 7       | 6      | Sophie Allen           | Regne Unit      | 2:11.32 |       |
| 8       | 8      | Siobhan-Marie O'Connor | Regne Unit      | 2:12.03 |       |